# Памятник Курчатову (Обнинск)
Па́мятник Курча́тову — бронзовый памятник в Обнинске физику-ядерщику, фактическому руководителю «Атомного проекта», «отцу» Обнинска Игорю Васильевичу Курчатову.

## Предыстория
Памятник «отцу» Обнинска Курчатову был самым ожидаемым в городе. Задолго до его появления на Треугольной площади был установлен камень с надписью для обозначения места будущего памятника.

## Местоположение
Предложенный скульптором Олегом Комовым памятник, в отличие от других памятников Курчатову, был очень камерным и «домашним» и не мог быть размещён, как планировалось, на большой и открытой Треугольной площади. Поэтому было принято решение установить его на улице Курчатова в сквере около Центрального института повышения квалификации (ЦИПК).

## Композиция
Памятник Курчатову в Обнинске — самый «неофициальный» из многочисленных памятников физику. Незначительно увеличенная фигура задумавшегося Курчатова, без пиджака, сидящего в кресле на низком постаменте, сделала памятник «человечным», приближенным к стоящим рядом людям. Неотъемлемой частью композиции памятника стала окружающая его небольшая берёзовая роща.

## Легенда о пропавшей книге
Согласно городской легенде, на коленях у бронзового Курчатова лежала бронзовая же книга, украденная охотниками за цветными металлами. Никаких вербальных или визуальных подтверждений того, что книга существовала, при этом нет.

## На коленях у Курчатова
Домашний облик бронзового Курчатова и его задумчивость вызывают желание пообщаться с ним и растормошить его. Удобная поза сидящего в кресле Курчатова побуждает сесть к нему на колени и приобнять его. У многих обнинцев в домашних фотоальбомах есть почти обязательная фотография на коленях у Курчатова. Чаще всего (что естественно) на колени к Курчатову садятся девушки.
Легенда о сидении на коленях у Курчатова ещё не вполне сложилась, но бронзовые колени Курчатова от постоянного сидения на них вытерты до блеска не меньше, чем правая грудь статуи Джульетты в Вероне: считается, что любой, кто подержит в ладони её правую грудь, обретёт счастье и любовь. В случае с Курчатовым вполне можно ожидать проявления аналогичной мифологемы любви и счастья. Курчатов же, как известно, был поклонником женской красоты.

### Дисскуссия о коленях
Не все обнинцы разделяют увлечение садиться к Курчатову на колени. Дискуссия о правильности и нужности этой новой традиции продолжается уже больше двадцати лет — с момента возведения памятника .

## Пресса и эксперты о памятнике
Местная обнинская пресса, транслирующая мнение жителей города, называет памятник Курчатову «настоящим украшением», «настоящей достопримечательностью Обнинска», «настоящим произведением искусства». Один из ведущих обнинских краеведов, научный сотрудник фонда «Усадьба Белкино» Татьяна Ларина в 2010 году прямо сказала: «На мой взгляд, в городе, кроме памятника Игорю Курчатовy, ничего высокохудожественного больше нет».